# Oxypetalum arenicola
Oxypetalum arenicola är en oleanderväxtart som beskrevs av Lucien Leon Hauman och Miguel Lillo. Oxypetalum arenicola ingår i släktet Oxypetalum och familjen oleanderväxter. Inga underarter finns listade i Catalogue of Life.